# Emili Manzano
Emili Manzano Mulet (Palma de Mallorca, 1964) es un periodista español.

## Biografía
Estudió Filología Hispánica en la Universidad Autónoma de Barcelona. Inició su carrera periodística en la prensa escrita colaborando como crítico literario en el Diario de Mallorca, La Vanguardia, ABC o El País. Posteriormente colaboró en la revista L'Avenç y en las emisoras de radio RNE 4 y Catalunya Ràdio.
En el año 2001 inició un espacio televisivo dedicado al mundo de los libros llamado Saló de lectura en Barcelona TV, que presentó hasta el año 2006. Con este espacio Manzano fue galardonado con el Premio Ondas en el año 2004 como mejor programa local, con el Premio Nacional de Periodismo, concedido por la Generalidad de Cataluña, y con el Premio Òmnium Cultural.
En mayo de 2006 fue nombrado director del Instituto Ramon Llull en sustitución de Xavier Folch,  abandonando el cargo en diciembre del mismo año y siendo sustituido por Josep Bargalló.
El 20 de abril de 2007 se empezó a emitir el programa La hora del lector en el Canal 33/Televisió de Catalunya conducido por Manzano. Este programa se emitió durante 4 años y sumó 159 programas, y se despidió el 26 de junio de 2011 con Miquel Barceló como invitado.
Emili Manzano es autor del libro de ficción Pinyols d'aubercoc publicado por L'Avenç. También publicó en marzo del 2004 la traducción al castellano Mira a lo lejos, por RBA, obra del filósofo francés Alain Badiou.

## Obra literaria
- Pinyols d'aubercoc (L'Avenç. Barcelona, 2007) ISBN 978-84-88839-21-3

### Traducciones
Al castellano:
- La educación de la libertad, de Marc Fumaroli (Arcadia/Atmarcadia, 2008) ISBN  978-84-935345-0-9
- Mira a lo lejos, de Alain Chartier (RBA Libros, 3 ediciones: 2003, 2007 y 2010) ISBN 978-84-9867-835-2